# Peter Sofus Nielsen
Peter Sofus Nielsen (ur. 22 stycznia 1890 w Helsingør, zm. 26 stycznia 1972 w Kopenhadze) – duński strzelec, olimpijczyk.
Wziął udział w Letnich Igrzyskach Olimpijskich 1912. Wystąpił w pistolecie dowolnym z 50 m, w którym zajął 43. miejsce.

## Wyniki

### Igrzyska olimpijskie
| Igrzyska       | Konkurencja            | Wynik    | Miejsce | Źródło |
| -------------- | ---------------------- | -------- | ------- | ------ |
| Sztokholm 1912 | Pistolet dowolny, 50 m | 397 pkt. | 43      | [ 1 ]  |